# بوراك (طبخ جزائري)
البوراك الجزائري هو نوع تقليدي من المعجنات اللذيذة والمحشوة، ينتشر على نطاق واسع في الجزائر ويُعرف أيضًا في بعض المناطق باسم "البريك". هو نوع شائع من المعجنات اللذيذة البوريك الموجودة في الشرق الأوسط وشمال إفريقيا. يعد طبق البوراك جزءًا من الثقافة الغذائية الجزائرية ويُقدَّم في مناسبات مختلفة، خاصةً خلال شهر رمضان حيث يُعتبر من الأطباق الأساسية على موائد الإفطار.

## تاريخ البوراك
يعود أصل البوراك إلى المطبخ العثماني، حيث انتشرت معجنات مشابهة تعرف بالبوريك (Börek) في العديد من الدول التي كانت جزءًا من الإمبراطورية العثمانية، بما في ذلك الجزائر. وعلى الرغم من تشابه الاسم وطريقة التحضير بين بلدان شمال إفريقيا، إلا أن الجزائر تميزت بإضافة لمسات خاصة جعلت من البوراك جزءًا أصيلًا من موروثها الغذائي، وتكيّف حسب ذوق وثقافة المجتمع الجزائري.

## مكونات البوراك الجزائري
يتكون البوريك الجزائري عادة من رقائق المعجنات الرقيقة، المعروفة باسم " الديول " في الجزائر  ،تُصنع هذه الرقائق من خليط بسيط من الدقيق والماء، وتُطهى على نار هادئة لتصبح طبقة رقيقة وشفافة يسهل تشكيلها. تُعتبر الديول عنصرًا أساسيًا في تحضير البوراك الجزائري والتي يمكن شراؤها من المتاجر أو صنعها في المنزل. ثم يتم غالبا ملء هذه الأوراق بمزيج من البطاطس المهروسة،  والبصل المفروم، والتوابل مثل الكمون والفلفل الحلو . بالإضافة إلى حشوة البطاطس، قد يشمل البوريك الجزائري أيضًا أنواعًا أخرى مثل الطماطم مع اللحم المفروم،  والروبيان، والدجاج،  أو لحم البقر المفروم مع الجبن. يتم بعد ذلك طي العجينة على شكل مثلث أو مربع حسب الرغبة وعادة المنطقة ثم تُخبز أو تُقلى حتى تكتسب اللون الذهبي المقرمش. يأتي البوريك بأشكال وأحجام مختلفة، بما في ذلك المثلثات والمستطيلات واللوالب.

## حشوات البوراك الجزائري
تختلف حشوات البوراك الجزائري بشكل كبير من منطقة إلى أخرى ومن عائلة إلى أخرى، مما يعكس التنوع الكبير في هذا الطبق. ومن بين الحشوات الشائعة:
1. البطاطس المهروسة والبصل: من الحشوات الأساسية والأكثر انتشارًا، حيث تُخلط البطاطس المسلوقة والمهرسة مع البصل المفروم ويتم تتبيلها بتوابل بسيطة مثل الكمون والفلفل الأسود.
2. اللحم المفروم: تُحضّر حشوة اللحم المفروم بتتبيله بالبصل وبعض الأعشاب مثل البقدونس، وهي تُعتبر حشوة تقليدية في مناطق متعددة، وتضيف للبوراك نكهة غنية ودسمة.
3. الدجاج والروبيان: يُستخدم الدجاج المسلوق أو المقلي كخيار آخر للحشوات، ويُضاف إليه التوابل والبصل المفروم. كذلك يمكن استخدام الروبيان كخيار بحري، وإن كان أقل شيوعًا.
4. الجبن: يعتبر الجبن من الحشوات الحديثة نسبيًا في البوراك الجزائري، وغالبًا ما يتم خلطه مع البطاطس أو اللحم ليضفي طعمًا كريميًا على البوراك.

## طريقة تحضير البوراك الجزائري
يتم تحضير البوراك الجزائري بخطوات بسيطة، لكنها تتطلب دقة في الطيّ والقلي للحصول على النتيجة المثالية.
1. تحضير الديول: تُصنع الديول من مزيج الدقيق والماء، حيث يتم طهي الخليط على نار هادئة لتشكيل رقائق دائرية رقيقة ومرنة.
2. تحضير الحشوة: بعد اختيار الحشوة المناسبة، يتم طهي مكونات الحشوة على نار متوسطة لتكون جاهزة للتعبئة داخل الديول.
3. التعبئة والطي: يتم وضع مقدار من الحشوة على طرف رقائق الديول، ثم تُطوى بشكل مثلث أو مستطيل. تتطلب عملية الطي عناية لضمان عدم تسرب الحشوة أثناء الطهي.
4. القلي أو الخبز: عادةً ما يُقلى البوراك في زيت ساخن ليكتسب اللون الذهبي، ويمكن خبزه للحصول على خيار أقل دهونًا. تُعد عملية القلي هي الطريقة الأكثر شيوعًا، حيث تمنح البوراك ملمسًا مقرمشًا وطعمًا مميزًا.

### أشكال البوراك الجزائري
يتوفر البوراك الجزائري بأشكال متعددة، أشهرها:
- المثلثات: يُعد الشكل التقليدي الأكثر انتشارًا.
- المستطيلات: يُستخدم هذا الشكل في بعض المناطق، ويُفضل للحشوات الأكبر حجمًا.
- الأصابع: يتم لف البوراك على هيئة لفافات طويلة ورفيعة.

## أهمية البوراك في الثقافة الجزائرية
البوراك ليس مجرد طبق عادي، بل يحمل دلالات ثقافية واجتماعية في الجزائر، حيث يجمع العائلة حول مائدة واحدة، خاصةً في المناسبات الدينية كشهر رمضان. يُعتبر البوراك رمزًا للضيافة والكرم، ويُقدَّم للضيوف مع أطباق أخرى تقليدية. كما يُحضر بشكل واسع في الأعياد والمناسبات العائلية الكبرى.
يتم تقديم البوريك الجزائري في كثير من الأحيان كمقبلات أو وجبة خفيفة، ويمكن العثور عليه في العديد من باعة الأطعمة في الشوارع والمطاعم في جميع أنحاء البلاد. كما يتم تقديمه عادة خلال شهر رمضان كجزء من وجبة الإفطار ، وهي الوجبة التي تكسر الصيام اليومي خلال الشهر الفضيل.